# Baoshan Road
Baoshan Road (宝山路) is een station van de metro van Shanghai, gelegen in het district Zhabei. Het station werd geopend op 26 december 2000, en is onderdeel van lijn 3 en lijn 4.
Het rangeerterrein van Station Shanghai is dusdanig lang dat het pas bij dit metrostation eindigt, op zo'n twee kilometer afstand van het daadwerkelijke station. Het achterste deel van dit rangeerterrein staat meestal geheel volgepakt met treinstellen, in het middelste deel zijn vooral locs te vinden. Over het gehele traject zijn ook verschillende onderhoudsvoorzieningen te vinden als loodsen en putten om de onderkant van de treinstellen te kunnen controleren.